# Die Engel der Sixtina

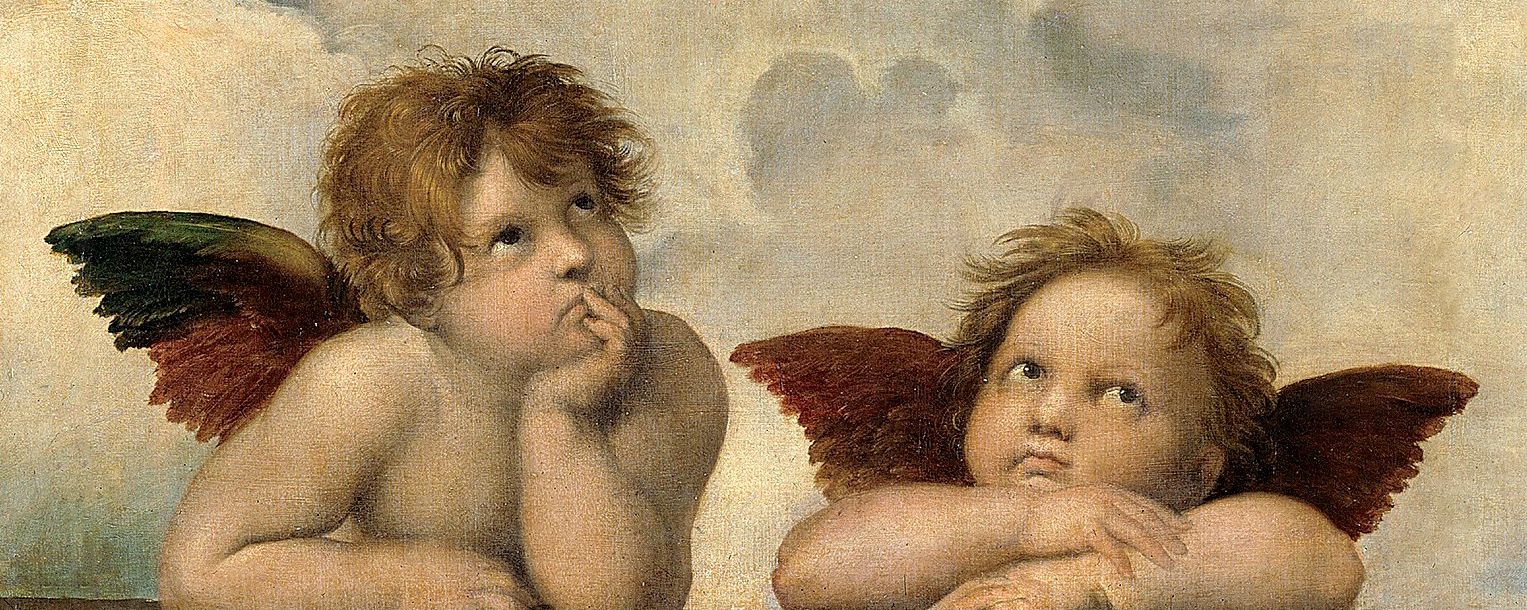
Die Engel der Sixtina

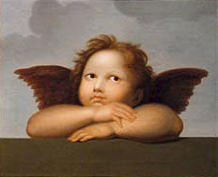
Der rechte Engel der Sixtina von August von der Embde

Fairbank’s cherubs

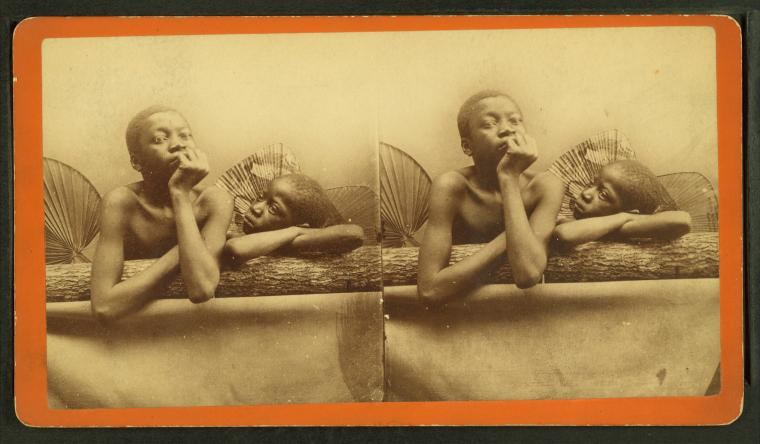
O. Pierre Havens (1838–1912): The Cherubs. (Not) After Raphael.
Parodie auf US-amerikanischer Stereoskopie, 19. Jh.

Die Engel der Sixtina (auch: Raffaels Engel) sind zwei Putten aus dem Gemälde Die Sixtinische Madonna. Sie werden seit etwa 1800 getrennt von ihrem Herkunftswerk rezipiert.

## Geschichte
Der älteste Nachweis einer von der Sixtina losgelösten Rezeption der Engel stammt von 1796 mit Johann Heinrich Meyers Kopie von Annibale Carracis Genius des Ruhms: Mayer hatte einige der Engelfiguren um den aufstrebenden Genius anders angeordnet oder getauscht, am unteren Bildrand war nun zusätzlich der rechte Engel aus Raffaels Bild zu sehen. Mayers Gemälde wurde 2004 beim Brand der Herzogin Anna Amalia Bibliothek zerstört und durch eine Kopie ersetzt. Die früheste erhaltene Auskoppelung als eigenständiges Kunstwerk stammt von August von der Embde, der 1803/04 jedem der zwei Engel ein eigenes Bild widmete. Einige Jahre später erschienen sie auf Alltagsgegenständen, wie erstmals 1815 auf Berliner und Meißner Porzellan, seitdem nahm die Verwendung immer mehr zu. Um 1890 waren sie in den USA populär genug, um parodiert zu werden: Der Fleischwarenfabrikant N. K. Fairbank & Co. warb mit zwei Schweinchen in Engelspose. Bis heute erscheinen die Engel der Sixtina als Statuetten oder Aufdrucke auf verschiedenartigsten profanen Gegenständen wie Bonbonschachteln, Kaffeetassen, Regenschirmen, bis hin zu Seifen oder anderen Hygieneartikeln.
Eine Röntgenuntersuchung 1983 ergab, dass sie erst nachträglich in dünnem Farbauftrag über die fertigen Wolken gemalt wurden. Ob sie tatsächlich von Raffael stammen, ist nicht vollständig geklärt.

## Deutung
Diese Engel fügen sich in die Gesamtkomposition von Raffaels Gemälde ein, sind aber im Unterschied zu anderen Puttenfiguren auf Renaissancebildern untätig: sie tragen keine Baldachine, noch präsentieren sie Marterwerkzeuge oder schießen Pfeile auf Verliebte, so können sie problemlos aus ihrem Kontext gelöst werden. Mirko Derpmann bemerkt dazu: „Ein Jesuskind oder einen kindlichen Johannes hätten die Glanzbild-Designer des 19. Jahrhunderts wohl nicht so leichtfertig aus dem ursprünglichen Kontext herausgerissen, […] Bei den beiden Engeln der Sixtina aber schwingt der religiöse Kontext nur ganz leise mit. […] Die beiden sind nicht wirklich Engel, sie sind Kleinkinder mit Flügeln. Ihre nächsten Verwandten sind nicht die himmlischen Heerscharen, sondern Putten, kindliche Begleiter von Amor und Venus  (Eroten).“